# Remo nos Jogos Olímpicos de Verão de 2016 - Dois sem masculino
As provas de dois sem masculino nos Jogos Olímpicos de 2016 decorreram entre 6 e 11 de agosto na Lagoa Rodrigo de Freitas, Rio de Janeiro.

## Formato da competição
As competições de remo desenrolaram-se em formato de rondas, dependendo de quantas embarcações estavam inscritas. Cada regata teve um máximo de seis embarcações participantes, desenrolando-se ao longo de 2000 metros. No dois sem masculino, com 13 embarcações, os três primeiros de cada regata qualificatória seguiram diretamente para as semifinais, e os restantes disputaram vagas adicionais na repescagem (apuraram os três primeiros de cada regata). Nas semifinais os melhores três de cada regata seguiram em frente para a final A (disputa pelas medalhas), e as restantes embarcações competiram na final B, discutindo as restantes posições.

## Calendário
Os horários são pelo fuso de Brasília (UTC−3).
| Data                       | Hora  | Ronda           |
| -------------------------- | ----- | --------------- |
| Sábado, 6 de agosto        | 10:45 | Qualificatórias |
| Segunda-feira, 8 de agosto | 10:30 | Repescagem      |
| Terça-feira, 9 de agosto   | 09:50 | Semifinais      |
| Quinta-feira, 11 de agosto | 10:44 | Final A         |
| Quinta-feira, 11 de agosto | 12:40 | Final B         |

## Medalhistas
A equipe neozelandesa alcançou o título olímpico, ao ganhar na final aos sul-africanos, enquanto a dupla da Itália foi bronze.
|  | NZL Nova Zelândia       |  | RSA África do Sul               |  | ITA Itália                          |
|  | Eric Murray Hamish Bond |  | Lawrence Brittain Shaun Keeling |  | Giovanni Abagnale Marco Di Costanzo |

## Resultados

### Qualificatórias

#### Qualificatória 1
| Pos. | Remadores                       | País                | Tempo    | Notas |
| ---- | ------------------------------- | ------------------- | -------- | ----- |
| 1    | Spencer Turrin Alexander Lloyd  | AUS Austrália       | 6:40.79  | SF    |
| 2    | Lawrence Brittain Shaun Keeling | RSA África do Sul   | 6:41.42  | SF    |
| 3    | Jakub Podrazil Lukaš Helešic    | CZE República Checa | 6:42.710 | SF    |
| 4    | Anders Weiss Nareg Guregian     | USA Estados Unidos  | 6:49.97  | R     |
| 5    | Álex Sigurbjörnsson Pau Vela    | ESP Espanha         | 6:54.26  | R     |

#### Qualificatória 2
| Pos. | Remadores                                      | País              | Tempo   | Notas |
| ---- | ---------------------------------------------- | ----------------- | ------- | ----- |
| 1    | Germain Chardin Dorian Mortelette              | FRA França        | 6:42.00 | SF    |
| 2    | Alan Sinclair Stewart Innes                    | GBR Grã-Bretanha  | 6:50.77 | SF    |
| 3    | Cristi Ilie Pîrghie George Alexandru Pălămariu | ROU Romênia       | 6:51.71 | SF    |
| 4    | Roel Braas Mitchel Steenman                    | NED Países Baixos | 7:22.93 | R     |

#### Qualificatória 3
A dupla sérvia, com Miloš Vasić e Nenad Beđik, viu a sua embarcação virar devido ao vento e não conseguiu concluir, mas a Federação Internacional de Sociedades de Remo permitiu o avanço deles para a repescagem.
| Pos. | Remadores                           | País              | Tempo   | Notas |
| ---- | ----------------------------------- | ----------------- | ------- | ----- |
| 1    | Eric Murray Hamish Bond             | NZL Nova Zelândia | 6:41.75 | SF    |
| 2    | Giovanni Abagnale Marco Di Costanzo | ITA Itália        | 6:46.04 | SF    |
| 3    | Adrián Juhász Béla Simon            | HUN Hungria       | 6:59.28 | SF    |
| 4    | Miloš Vasić Nenad Beđik             | SRB Sérvia        | DNF     | R     |

### Repescagem

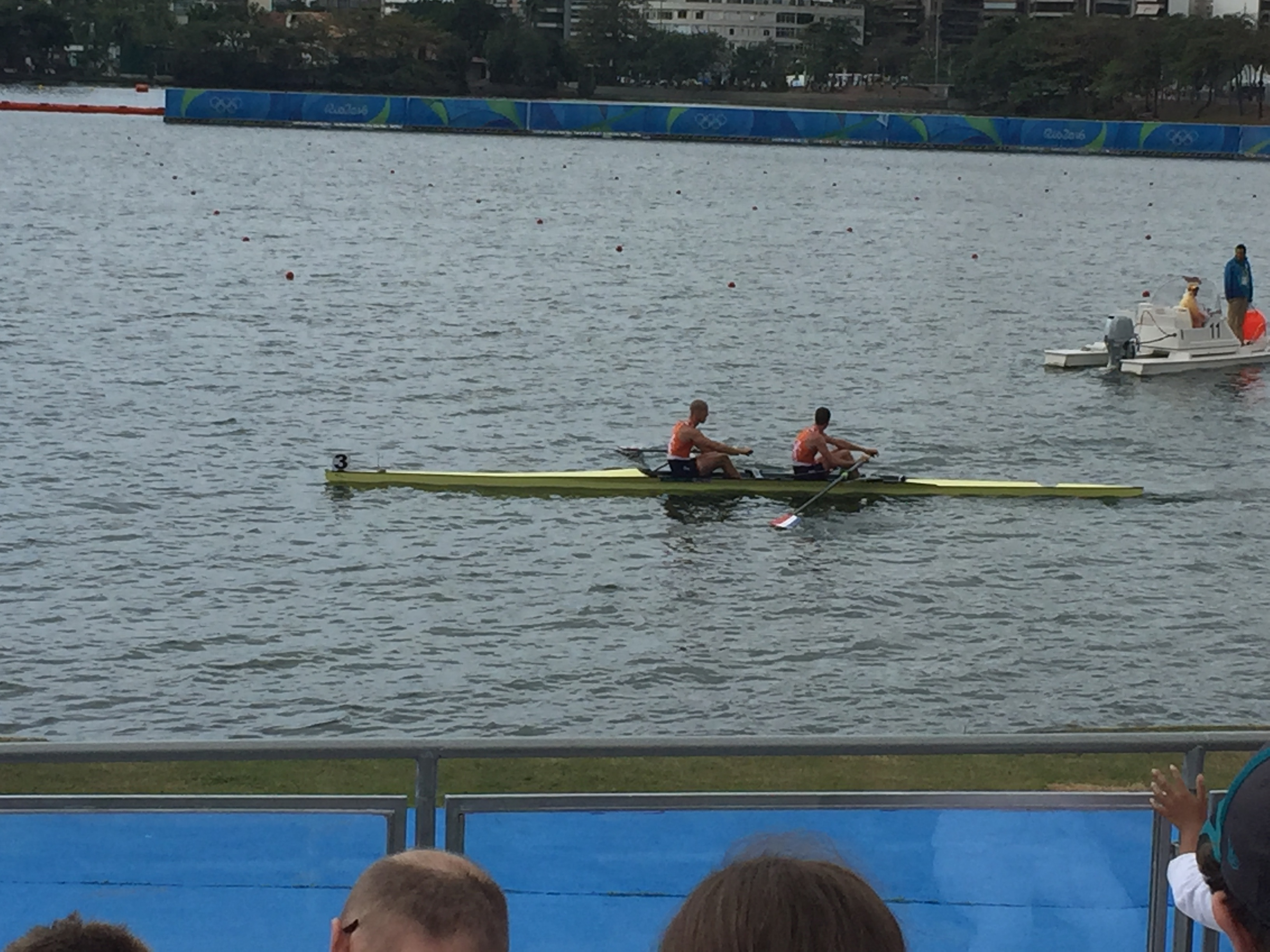
Dupla dos Países Baixos venceu a bateria de repescagem.

Os primeiros três qualificaram-se para as semifinais.
| Pos. | Remadores                    | País               | Tempo   | Notas |
| ---- | ---------------------------- | ------------------ | ------- | ----- |
| 1    | Roel Braas Mitchel Steenman  | NED Países Baixos  | 6:34.16 | SF    |
| 2    | Miloš Vasić Nenad Beđik      | SRB Sérvia         | 6:34.52 | SF    |
| 3    | Anders Weiss Nareg Guregian  | USA Estados Unidos | 6:36.60 | SF    |
| 4    | Álex Sigurbjörnsson Pau Vela | ESP Espanha        | 6:40.47 |       |

### Semifinais
Os primeiros três de cada regata qualificaram-se para a Final A (disputa pelas medalhas), enquanto os restantes competiram na final B.

#### Semifinal 1
| Pos. | Remadores                                      | País               | Tempo   | Notas |
| ---- | ---------------------------------------------- | ------------------ | ------- | ----- |
| 1    | Giovanni Abagnale Marco Di Costanzo            | ITA Itália         | 6:24.96 | FA    |
| 2    | Spencer Turrin Alexander Lloyd                 | AUS Austrália      | 6:25.25 | FA    |
| 3    | Germain Chardin Dorian Mortelette              | FRA França         | 6:26.10 | FA    |
| 4    | Roel Braas Mitchel Steenman                    | NED Países Baixos  | 6:26.94 | FB    |
| 5    | Anders Weiss Nareg Guregian                    | USA Estados Unidos | 6:33.95 | FB    |
| 6    | Cristi Ilie Pîrghie George Alexandru Pălămariu | ROU Romênia        | 6:48.17 | FB    |

#### Semifinal 2
| Pos. | Remadores                       | País                | Tempo   | Notas |
| ---- | ------------------------------- | ------------------- | ------- | ----- |
| 1    | Eric Murray Hamish Bond         | NZL Nova Zelândia   | 6:23.36 | FA    |
| 2    | Alan Sinclair Stewart Innes     | GBR Grã-Bretanha    | 6:26.37 | FA    |
| 3    | Lawrence Brittain Shaun Keeling | RSA África do Sul   | 6:27.59 | FA    |
| 4    | Adrián Juhász Béla Simon        | HUN Hungria         | 6:29.12 | FB    |
| 5    | Miloš Vasić Nenad Beđik         | SRB Sérvia          | 6:31.00 | FB    |
| 6    | Jakub Podrazil Lukaš Helešic    | CZE República Checa | 6:32.85 | FB    |

### Final

#### Final B
| Pos. | Remadores                                      | País                | Tempo   | Notas |
| ---- | ---------------------------------------------- | ------------------- | ------- | ----- |
| 1    | Jakub Podrazil Lukaš Helešic                   | CZE República Checa | 7:00.04 |       |
| 2    | Roel Braas Mitchel Steenman                    | NED Países Baixos   | 7:01.88 |       |
| 3    | Adrián Juhász Béla Simon                       | HUN Hungria         | 7:03.34 |       |
| 4    | Miloš Vasić Nenad Beđik                        | SRB Sérvia          | 7:04.71 |       |
| 5    | Anders Weiss Nareg Guregian                    | USA Estados Unidos  | 7:10.60 |       |
| 6    | Cristi Ilie Pîrghie George Alexandru Pălămariu | ROU Romênia         | 7:13.68 |       |

#### Final A
| Pos.              | Remadores                           | País              | Tempo   | Notas |
| ----------------- | ----------------------------------- | ----------------- | ------- | ----- |
| Medalha de ouro   | Eric Murray Hamish Bond             | NZL Nova Zelândia | 6:59.71 |       |
| Medalha de prata  | Lawrence Brittain Shaun Keeling     | RSA África do Sul | 7:02.51 |       |
| Medalha de bronze | Giovanni Abagnale Marco Di Costanzo | ITA Itália        | 7:04.52 |       |
| 4                 | Alan Sinclair Stewart Innes         | GBR Grã-Bretanha  | 7:07.99 |       |
| 5                 | Germain Chardin Dorian Mortelette   | FRA França        | 7:09.91 |       |
| 6                 | Spencer Turrin Alexander Lloyd      | AUS Austrália     | 7:11.60 |       |